# Achyrocline saturejoides

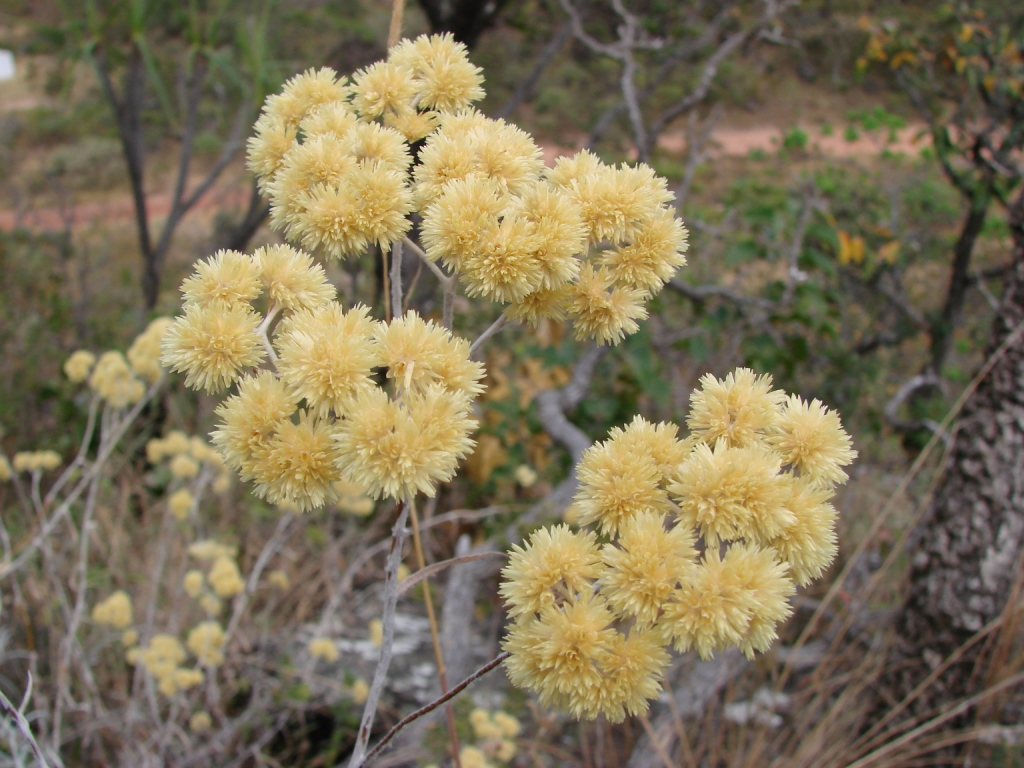
Inflorescencia de la marcela.

La marcela (Achyrocline saturejoides) es una especie perteneciente a la familia de las asteráceas utilizada como planta medicinal. 

## Descripción
Es un arbusto o sub-arbusto perenne que alcanza alrededor de un metro de altura. Tallos ascendentes o decumbentes con indumento lanoso denso. Hojas lineares, linear-lanceoladas, estrechamente lanceoladas o estrechamente oblanceoladas, concoloras, con pubescencia lanosa densa. Capítulos con 4-8 flores, 1-3 hermafroditas y 3-6 femeninas. Involucro de 9-14 filarias amarillas o amarillo-rojizas, con pubescencia lanosa. Aquenios anchamente elipsoidales, con papilas pequeñas. Pappus más largo que la corola.

## Distribución
Se distribuye en Suramérica en los siguientes países: Argentina, Bolivia, Brasil, Colombia, Ecuador, Paraguay, Perú y Uruguay.

## Taxonomía
Achyrocline saturejoides fue descrita por (Lam.) DC. y publicado en Prodromus Systematis Naturalis Regni Vegetabilis 6: 220. 1837[1838].
Sinonimia
- Achyrocline vargasiana
- Gnaphalium saturejoides Lam. basónimo 1786[4]
- Achyrocline candicans (Kunth) DC.
- Gnaphalium candicans Kunth
- Gnaphalium rufum Willd. ex Less.
- Gnaphalium saturejaefolium Poepp. ex DC.[5]

### Ortografía
Originalmente publicada como satureioides. Se corrigió a saturejoides de acuerdo al artículo 60.6 ex. 15 del ICN que estipula que un epíteto de origen del latín (no griego) una "i" entre dos vocales se debe tratar como una semivocal y debe ser correjida a una "j".

## Importancia económica y cultural
En el sur de Brasil y en Uruguay, las flores de marcela son utilizadas como relleno de almohadas para los bebés, porque creen que tiene efectos calmantes y también es usado para calmar la tos. 
Las flores tienen un agradable aroma y la infusión de sus hojas es usada también en la región para aliviar los dolores de cabeza, calambres y problemas de estómago.
En Rio Grande do Sul y Uruguay 
es la tradición que la cosecha de marcela se efectúe en Viernes Santo, antes del amanecer, porque se cree que este día "trae la eficiencia" de la recogida de té de flores. 
Por su sabor amargo, forma parte de bebidas tónicas. Se propaga por semillas y esquejes.

## Nombres comunes
- Guaraní: jate'i ka'a, eloyatei-caá
- Español: marcela, marcela macho, marcelita, vira-vira, wira wira, marcela hembra, marcela blanca
- Portugués: macela o marcela
- Riograndenser Hunsrückisch: Karfreitachstee